# 米特里達梯二世 (科馬基尼)
米特里達梯二世（公元前38年－前20年在位），科馬基尼王國王子及安條克一世之子，擁有帕提亞人及希臘人血統。
公元前38年當安條克死後，米特里達梯繼承父位。根據普魯塔克記述，米特里達梯是羅馬馬克·安東尼的盟友。他有一個兄弟名為叫安條克二世，也是科馬基尼王國的王子。
公元前29年，安條克二世被羅馬皇帝屋大維傳召到羅馬，因他引致一名大使被刺殺。米特里達梯將他遣送到羅馬。安條克被屋大維下令處決。
米特里達梯卒於公元前20年，其王位由兒子米特里達梯三世繼承。

## 參看
- 科馬基尼王國

## 外部連結
- Encyclopaedia Iranica - Commagene （页面存档备份，存于）（英文）

| 前任： 安條克一世 | 科馬基尼王國 前38年－前20年 | 繼任： 米特里達梯三世 |